# باب (كتب)

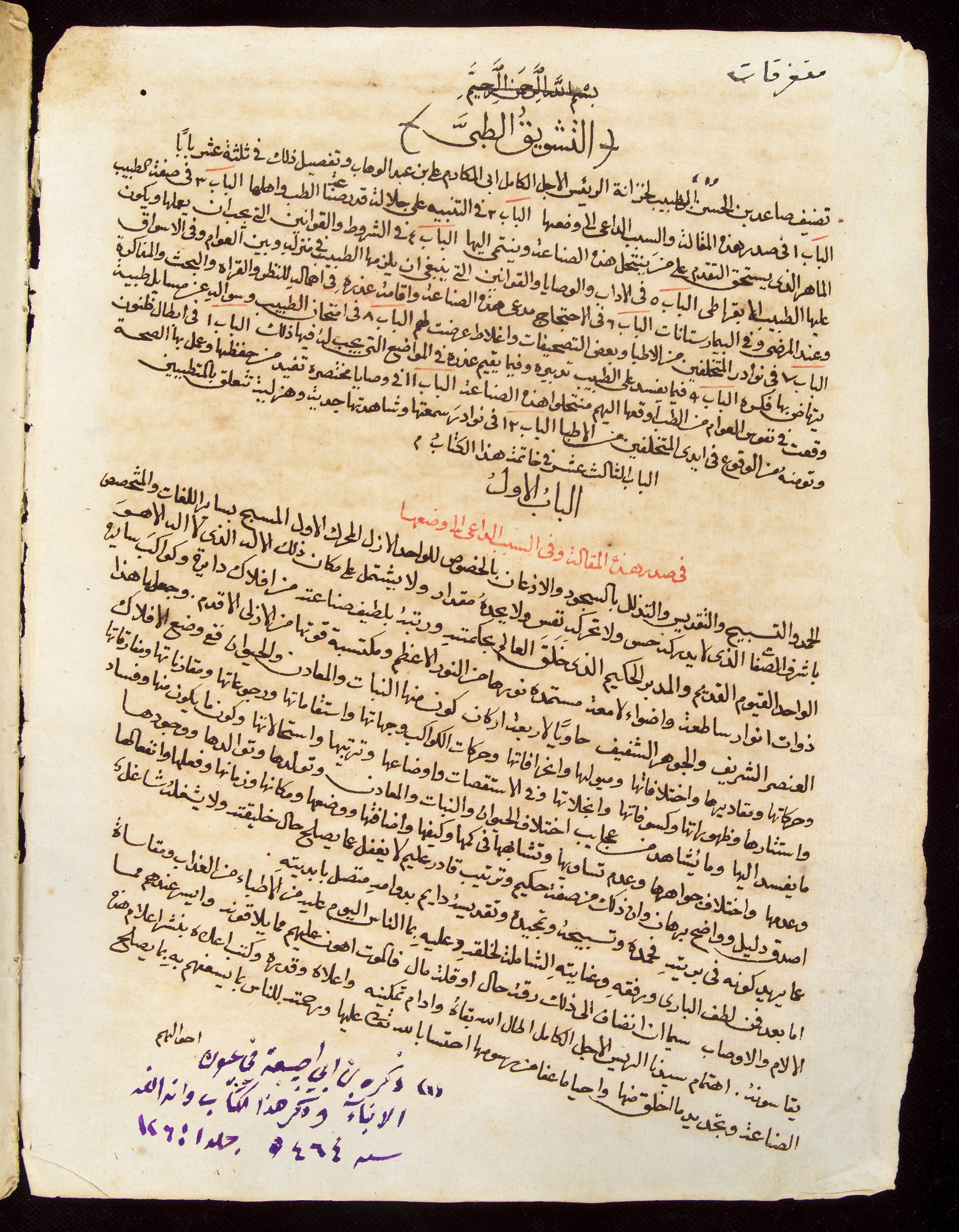

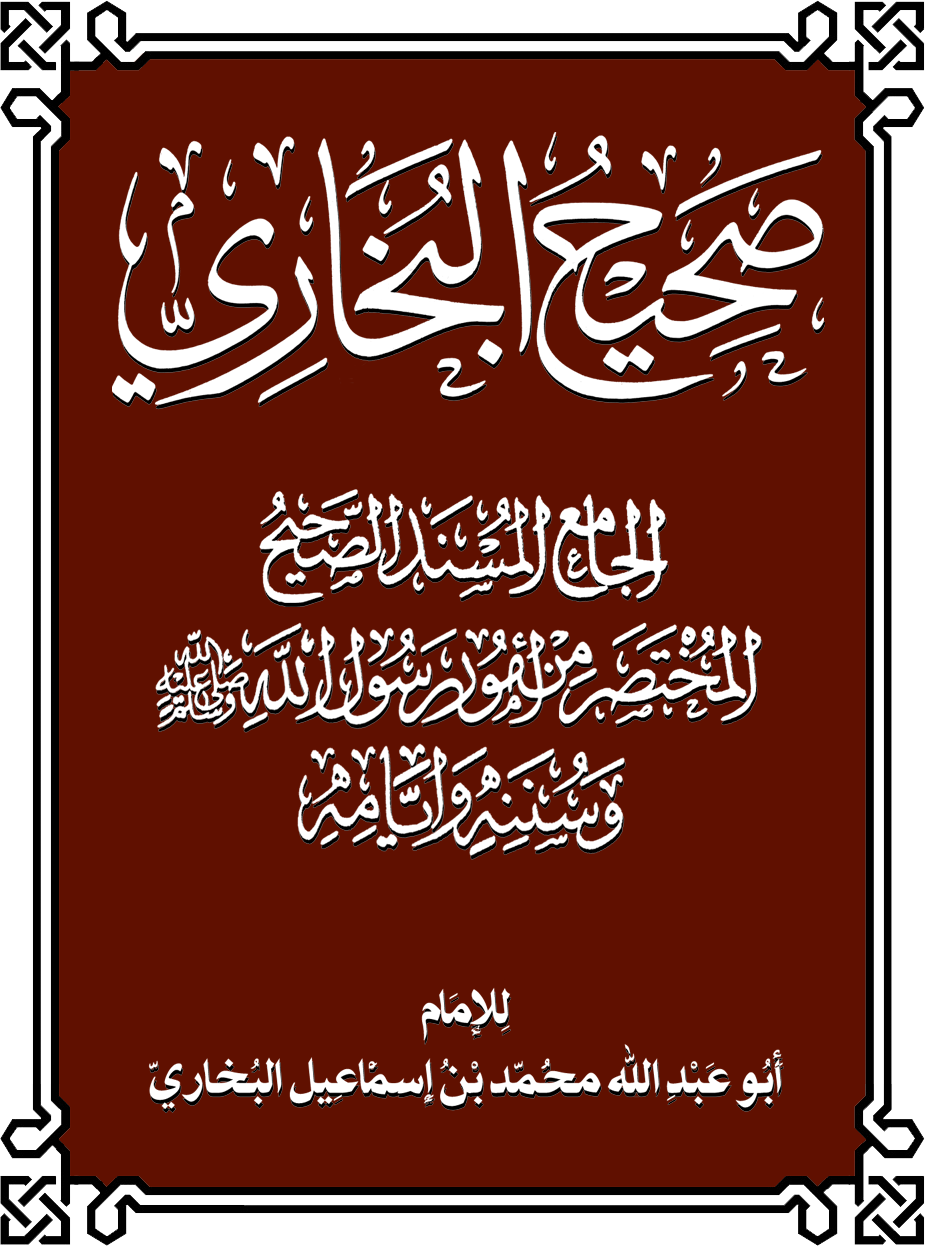
كتاب صحيح البخاري، ويضم 3882 باباَ.

الباب (الجمع: أَبْوَاب، بِيبَان) وهو قسم في الكتاب يجمع مسائل من جنس واحد، والباب من الكتاب مخصص لموضوع بعينه.
الباب في الحدود والحساب ونحوهما الغاية. ومنه تبويب الكتاب ويقال بيبت له حسابه باباً، وهذا بابه كذا أي شرطه وتراجم الأبواب عناوينها ويقال ذاك من باباته وهي الوجوه التي يريدها وتصلح له. وقيل الباب من الكتاب ما تدخل فيه الفصول وكا يشمل موضوعات من جنس واحد وفي هذا الباب في هذا الموضوع والغرض والباب القسم والنوع والصنف وتبويب الموازنة العامة في الاقتصاد طريقة تصنف بها النفقات العامة والإيرادات في جداول الموازنة؛ والإعلانات مبوبة إعلانات قصيرة في صحيفة أو مجلة، تكون تحت رؤوس موضوعات، وتتضمن الموضوع المعلن عنه وعنوان العمل.ويقال وربما أجريت ذكر أحدهم غير مبوب عليه أي من غير أن أجعل له بابا خاصا وفتح عليه بابا من السحر إذ سحره بنوع من أنواعه.